# Cari Beauchamp
Carol (Cari) Ann Beauchamp (Berkeley, 12 settembre 1949 – Los Angeles, 14 dicembre 2023) è stata una scrittrice, storica del cinema, giornalista e  documentarista statunitense, autrice della biografia Without Lying Down: Frances Marion and the Power of Women in Hollywood, che è stata successivamente trasformata in un film documentario.

## Biografia
Carol Ann Beauchamp nacque il 12 settembre 1949 a Berkeley, in California, e crebbe a Stockton, in California.  Dopo essersi laureata in scienze politiche e storia americana presso la San Jose State University nel 1972, intendeva frequentare la facoltà di legge, ma invece trascorse i successivi sei anni come investigatrice privata per avvocati difensori, tra cui Barney Drefus e Charles Garry, e la Legal Aid Society della contea di Santa Clara, che funge da investigatore principale in diverse importanti cause di azione collettiva.

## Carriera

### Politica
Contemporaneamente, fu coinvolta nel movimento per i diritti delle donne e venne eletta prima presidente del National Women's Political Caucus della California nel 1973. Gestì anche una serie di campagne elettorali nel corso degli anni '70, tra cui quella per Janet Gray Hayes, eletta sindaco di San Jose nel 1976, la prima donna del paese ad essere sindaco di una città di oltre 500.000 abitanti. Beauchamp trascorse anche diversi anni lavorando a Washington con Gloria Steinem, Bella Abzug e altri per conto dell'Equal Rights Amendment prima di tornare in California nel 1979 per svolgere il ruolo di addetta stampa del governatore Jerry Brown.

### Libri
Dopo un anno di lavoro in Europa e diversi anni a New York, si prese una pausa per dare alla luce due figli. Mentre era incinta del secondo figlio, firmò il suo primo contratto editoriale, che portò a Hollywood on the Riviera: The Inside Story of the Cannes Film Festival con Henri Behar, pubblicato da William Morrow & Co.
Nel 1998 scrisse Without Lying Down: Frances Marion and The Powerful Women of Early Hollywood, pubblicato da Scribner e dalla University of California Press. Il libro esamina le vite di Frances Marion (sceneggiatrice premio Oscar di La grande casa e Il campione) e di molte delle sue colleghe che hanno plasmato il cinema dagli anni '20 agli anni '40. Without Lying Down fu nominato uno dei 100 libri più importanti dell'anno sia dal New York Times che dal Los Angeles Times e premiato come "Libro dell'anno" dalla National Theatre Arts Association.
Nel 2003 uscì Anita Loos Rediscovered, che fu curato da Beauchamp e Mary Anita Loos (nipote di Anita Loos). Pubblicato dalla University of California Press, il libro raccoglie campioni del lavoro inedito di Loos, della vita personale e del lavoro del romanziere, sceneggiatore e drammaturgo, autore di Gli uomini preferiscono le bionde, così come molti altri libri e dozzine di opere teatrali e sceneggiature.  Nel 2006, la University of California Press pubblicò Adventures of a Hollywood Secretary: Her Private Letters from Inside the Studios of the 1920s di Valeria Belletti, curato e annotato da Beauchamp, con una prefazione di Samuel Goldwyn Jr.; il libro racconta il punto di vista di una segretaria degli studi cinematografici degli anni '20. Nel 2009, Beauchamp scrisse Joseph P. Kennedy Presents: His Hollywood Years pubblicato da Knopf e Vintage Books. Il libro esamina il regno di Joseph P. Kennedy a Hollywood, dove ha dominato l'industria dal 1926 al 1930 come l'unica persona a dirigere tre studi contemporaneamente.

### Documentari
Beauchamp scrisse e co-produsse il film documentario Without Lying Down: Frances Marion and The Powerful Women of Early Hollywood, che  apparve nel 2000 su Turner Classic Movies;  per quel documentario fu nominata per un Writers' Guild Award. Scrisse anche il film documentario The Day My God Died su giovani ragazze del Nepal vendute come schiave sessuali; trasmesso sulla PBS, venne  nominato per un Emmy nel 2003. Apparve anche come esperta di storia del cinema in una mezza dozzina di altri documentari, tra cui la produzione di Mark Cousins di The Story of Film: An Odyssey.

### Giornalista e storica del cinema
Beauchamp scrisse per varie riviste e giornali, tra cui Vanity Fair, Variety, The Hollywood Reporter, The New York Times e Los Angeles Times.
Spesso fu anche relatrice sul tema delle donne e della storia di Hollywood, apparendo in tutti gli Stati Uniti e in Europa, tra cui l'Academy of Motion Picture Arts and Sciences, il British Film Institute, il Museum of Modern Art, l'Edinburgh Film Festival, il Cannes Film Festival, il Los Angeles Times Festival of Books, il Women's Museum of Art a Washington e al Los Angeles County Museum of Art.
Beauchamp fu nominata due volte studiosa di cinema dell'Academy of Motion Picture Arts and Sciences.

## Morte
Morì al Cedars-Sinai Medical Center di Los Angeles il 14 dicembre 2023, all'età di 74 anni.

## Vita privata
Beauchamp si sposò due volte ed ebbe due figli.

## Opere
- Anita Loos Rediscovered: Film Treatments and Fiction by Anita Loos, Creator of Gentlemen Prefer Blondes[19]
- Without Lying Down: Frances Marion and The Powerful Women of Early Hollywood, Scribner e University of California Press, 1998
- Mary Pickford, Queen of the Silent Film Era: A Life in Stills[20]
- Joseph P. Kennedy Presents: His Hollywood Years, Knopf e Vintage Books, 2009